# Escolas Públicas de Framingham
As Escolas Públicas de Framingham (Framingham Public School District ou Framingham Public Schools, FPS) é um distrito escolar de Massachusetts. Tem a sua sede em Framingham. A partir de 2015  Dr. Stacy L. Scott é o actual superintendente do distrito.